# モストデンジャラスコンビ
モストデンジャラスコンビは、かつて吉本興業大阪本社（大阪吉本）で活動していた日本のお笑いコンビ。1995年結成、2000年解散。

## メンバー
小林 友治（こばやし ともはる、1972年7月4日 - ）
ツッコミ担当。このコンビを結成する前、「松口VS小林」（相方は元・ハリガネロックのユウキロックで、担当はボケ）を結成していた。解散後は「ケンドーコバヤシ」と改名しピンで活動中。
村越 周司（むらこし しゅうじ、1972年10月13日 - ）
ボケ担当。解散後は芸能界を引退していたが、2006年にフリーのピン芸人として復帰し、2010年11月より吉本興業へ再所属。

## 概要
小林、村越ともに大阪NSC11期生で、同期には陣内智則、ハリガネロック、中川家、たむらけんじ、堂土貴（ルート33）らがいる。

### 解散前（1995〜2000）
1995年4月に同期の松口祐樹とのコンビ松口VS小林を解散したばかりの小林から誘われて、コンビを結成した。コンビ名は漫画『キン肉マン』に登場するブロッケンJr.とウルフマン（リキシマン）のタッグチーム「モーストデンジャラスコンビ」に由来。芸風はシュールであり、評価も高かったが、2000年春に解散する。解散は村越の極度のアガリ症が理由とされており、コントやその他の活動が村越に深刻な負担となった為に解散という決断を下した。解散前、村越は陣内智則に「やっていて訳が分からない。ツッコミが必要」とトリオになる事を何度も頼むほど悩んでいた。小林も「陣内が入りたいのなら入ればいい」という考えだったが、陣内に「自分のネタの芸風と違いすぎる」のと「二人だけでコントは成立していて面白い」との理由で断られた。

### 解散後（2000〜）
村越は解散と同時に廃業し、小林は改名してピン芸人に転向するが、2005年に「緊急特別DVD 追悼ケンドーコバヤシさん」にかつての相方として少しだけ出演しており、久々の共演を果たした。もともと不仲などが原因によるコンビ解消ではなかった為、小林の番組にゲストとして出演する機会も度々あった。バッファロー吾郎と小林の番組『スッごい!おとなの時間』にもゲストとして出演。そこで刺激を受けたのか、2006年に入り、村越がフリーのギャグ芸人として芸能界に復帰。2008年現在もそれぞれピン芸人として活動中である。

### 2010年
2010年5月に小林、村越の承諾で極悪連合が「モストデンジャラストリオ」を名乗った。同年9月に放送された『雨上がり決死隊のトーク番組アメトーーク!』の企画「元コンビ芸人」で出演者のコンビ時代の映像が流されたが、他の芸人はネタ映像だったが（松口VS小林のネタも放送された）、モストデンジャラスコンビのみネタではなく『爆笑オンエアバトル』の敗者コメントの映像だった。11月に村越が吉本に復帰。

### 2011年
『スタジオパークからこんにちは』（2011年12月10日放送分）に小林がゲスト出演した際、同様にモストデンジャラスコンビの敗者コメントが放送されたが、本来オフエアだったネタの一部も放送された。この時小林は「いや、これがオンエアされたことによって爆笑オンエアバトルの審査は正しいことが証明されたんじゃないですか？」と発言した。

### 2015年
8月24日にTOKYO MX1で放送のケンドーコバヤシが司会を務める『どうなる?』に村越が出演、村越にとって吉本復帰後初の共演である。。

## 出演
- すんげー!Best10 - 小林は「松口VS小林」時代から出演
- 金田一少年の事件簿 - 小林は警官役、村越はパイロット役で声優として出演
- 名探偵コナン - 二人とも捜査官役で、同じく声優として出演
- 緊急特別DVD 追悼ケンドーコバヤシさん - 5年ぶりに2人が揃った作品であるが解散後の作品
- 爆笑オンエアバトル（NHK総合）戦績0勝1敗 最高175KB
- のりノリ天国（サンテレビジョン）- クリスタルマジックのコンパニオンと共に神戸・三宮の街へ繰り出し一般人をいじる「カップルでセクシーゲーム」というコーナーを担当